# 個室ビデオ

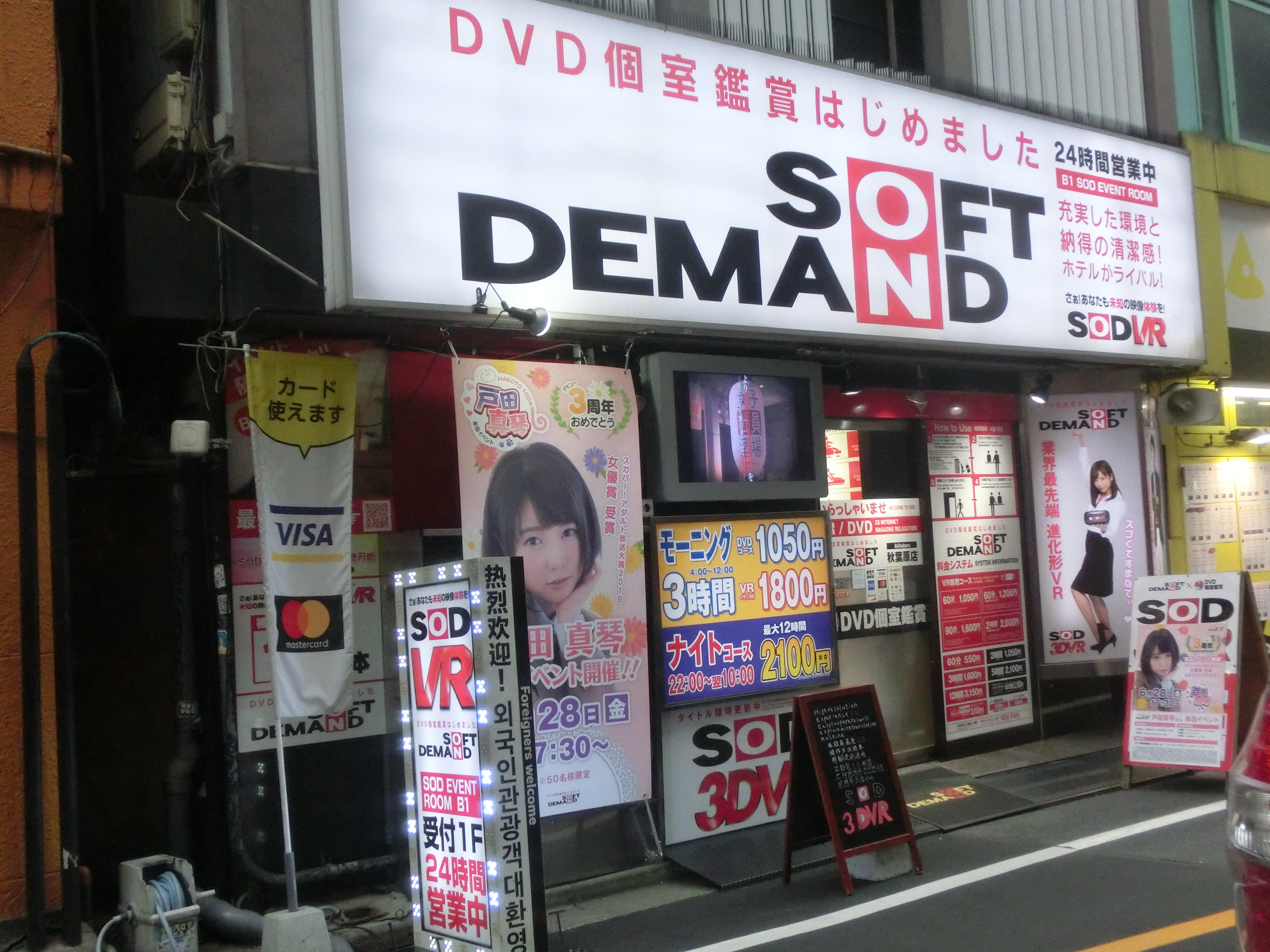
秋葉原・DVD個室鑑賞はじめました SOD

個室ビデオ（こしつビデオ）とは、客が専ら映像ソフトを借り個室で鑑賞するための店である。ビデオボックス・DVD試写室・個室DVD・DVDボックスとも称される。

## 概要
店舗内にDVD等映像ソフトを多数揃え、それを個室で鑑賞させるサービスを提供することを目的としている。取り揃えている作品は大半がアダルト作品を占めるが、少数ながら一般の映画やテレビドラマ作品もあり、また雑誌や漫画なども扱っている店もある。利用客はほぼ男性であり、女性を入店不可としている店舗が多いが、店舗によっては女性客も入店することができ、カップルシートを備えている店舗もある。
インターネットカフェのように、漫画の単行本や雑誌を多数揃えた店舗も増えているほか、スカパー!等CS放送の一部チャンネルやインターネットの使用も可能で、DMM.comなどのネット上のアダルト動画配信サービスが視聴できる店舗もある。
かつてはビデオテープのビデオソフトを扱っていたが、2000年代より殆どの店舗がDVD、Blu-ray Disc等の光ディスクの映像ソフトとなっている。
2010年代からはVRヘッドマウントディスプレイを貸し出し、アダルトVRを安価で観閲できるサービスを提供する店舗も増え、2017年には個室ビデオ店・宝島24とSODのコラボ店「DVD個室鑑賞はじめました　ソフト・オン・デマンド」がオープンした。

## サービス内容
料金は時間制で、好きな映像ソフトや雑誌、漫画などをいくつか選び、指定の個室に持ち込んで滞在する。
基本的に1人用の個室があり、各個室の基本設備は、映像ソフト再生機器、ティッシュ、ゴミ箱、寝転べるフラットマットの部屋か、そうでなければ椅子（リクライニングチェアやソファーなど）があるのが基本であり、その他の備品はその形態や店舗営業を始めた時期などにより異なる。
大型チェーン店などでは大抵、大型液晶テレビ・Blu-ray/DVDプレーヤー・3Dプレーヤー・CS放送・デスクトップPC（東京都では条例により本人確認と登録が必要）・インターフォン（個室からグッズの注文などが可能）・ウェットティッシュなどが備えられており、禁煙ルームのある店舗や個室の防音性が高いことを特徴とする店も多い。郊外や道路脇に位置する店舗では駐車場や駐輪場設備が併設されている場合も多い。
また、店内の個室の外にシャワー室があることが多い。シャワー室も大抵個室である。シャワー室利用に際して追加料金がかからない場合が多い。シャワー室利用の際のバスタオルの貸出（有料の場合も多い）を行う店もある。
その他、店にもよるが携帯電話・スマートフォン用の充電器貸出サービス、フリードリンク、軽食、時間のお知らせコールサービスの提供をしたり、また個室の外に電子レンジ、電気ポット、自動販売機（飲料など）、ランドリー（洗濯機と衣類乾燥機、有料の場合が多い）などを設置している店もある。
また、これも店によるが、アメニティとして全利用者にコンドームを無料で、コースによっては使い捨ての歯ブラシや髭剃りなどを無料で提供するところもある。

## 法的な定義と規制
個室ビデオの営業は、店舗型性風俗関連特殊営業の3号営業にあたり、風俗営業等の規制及び業務の適正化等に関する法律（風営法）2条5項により定義され規制を受ける。営業には都道府県公安委員会への届け出が必要。店舗の設置場所も建築基準法により他の性風俗業の店舗と同じく、厳しく制限を受ける。
簡単に言えば、個室ビデオは法的には性風俗店とみなされている。つまりネットカフェとは違った法律や建築基準が適用され、規制も比較的厳しい。
逆に、法的には宿泊施設でなく性風俗店であることから、防火設備等の設置義務などに関しては緩い。

## 問題点
- 営業実態として簡易宿泊施設ともいえる店舗がある。しかし、大半が雑居ビルの小規模営業であり防火避難設備が十分でない。法的にはホテルでないため当局の規制も緩く（旅館業法の規制対象外）、火災が発生した場合は特に就寝時の危険性が高い。現に2008年10月1日未明、大阪・ミナミの個室ビデオ「キャッツ」において、客の放火により16名の宿泊客が死亡する事件（大阪個室ビデオ店放火事件）が発生している。この16名は非常口から遠い位置の個室におり、狭い通路なども災いし、逃げ遅れて一酸化炭素中毒で死亡した者がほとんどである。
- 風俗店の一形態としての個室ビデオ営業の中には、性的なサービスを行っている店舗もある。しかし風営法上の性風俗店として届け出ている店舗は少なく、警察の捜査ないし取り締まりを受けることもしばしばあるが、多くの店舗はこの点で風俗店やラブホテルと見做されないように、女性の入店を禁止している。